# Miss Slovenije 2006
Miss Slovenije 2006 je bilo lepotno tekmovanje, ki je potekalo 25. junija 2006 v Avditoriju Portorož.
Prenašal ga je NET TV, voditelja sta bila Miša Novak in Stojan Auer. Novost je bila miss NET TV, ki so jo izbrali gledalci s telefonskim glasovanjem.
Za zmagovalko je bila za razliko od prejšnjih let izbrano znano dekle. Iris Mulej je namreč štiri leta prej zmagala na Miss Universe Slovenije in nekaj let je že delala za Lisco.
Tiaro za zmagovalko je oblikovala Zdenka Šamec, izdelala pa jo je Zlatarna Celje.

## Finale

### Uvrstitve in nagrade
- Zmagovalka Iris Mulej, 24 let, oblikovalka nakita in model, Podgrad
- 1. spremljevalka, miss ONA in miss fotogeničnosti Katarina Jurkovič, 24 let, študentka, Mavčiče
- 2. spremljevalka Vanja Ivanovič, 21 let, študentka, Vrhnika
- Miss NET TV Tamara Pavlovič, 18 let, trgovski tehnik, Cerklje ob Krki
- Miss simpatičnost Maja Žižek, 24 let, študentka, Maribor

Zmagovalka je dobila avto Suzuki Swift 1.5 GS Delux (Suzuki Odar), kovčke Samsonite (Merit International), poleg predstavljenih znamk še oblačila in obutev Rašica in Lopatec. Vse finalistke so dobile perilo in kopale Lisca, nosilke nazivov so dobile nakit Zlatarne Celje in kartice z avtogrami in vizitke, zmagovalka in spremljevalki pa so dobile oblačila znamke Zero.

### Sodelavci in sponzorji
Predstavile so se znamke Lisca Sevnica, Marks & Spencer, Zero, Peko, Zlatarna Celje in Jessica.
Finalistke so bivale v hotelu Mirna v Portorožu. Koreografa sta bila Marjan Podlesnik in Matjaž Brinovec, stilistka je bila Vanja Hočevar, fotograf pa je bil Vili Klemenčič. Za lase in make-up sta poskrbela mariborska salona Stanka in Beauty World.

## Miss sveta 2006
Svetovni izbor je bil 30. septembra v Varšavi na Poljskem. Tam se je Iris Mulej predstavila v obleki Barbare Turk, ki so jo izbrali na ljubljanskem gradu.